# واختانگ یکم
واخْتانگ یکم (به گرجی: ვახტანგ I გორგასალი) معروف به واختانگ گرگ‌سر از آخرین پادشاهان گرجستان باستان یا همان ایبریا در قرن پنجم میلادی و از سلسله خسرویانی‌ها بوده‌است.
او به‌عنوان یکی از محبوب‌ترین شخصیت‌های تاریخ گرجستان ظاهر شده و حتی توسط کلیسای ارتدکس گرجی به‌عنوان یک قدیس از او یاد شده و مراسم روز گرامیداشت این پادشاه، هر ساله در گرجستان برگزار می‌شود.

## نام
بنا به زندگی واختانگ گرگ‌سر، بر پادشاه در هنگام تولد نام ایرانی ورازخسروتنگ را نهادند که در گرجی به واختانگ مبدل شد. به نظر می‌رسد این نام از ورخ-تنگِ (وَرهَ-تَنو) ایرانی به معنی گرگ‌تن گرفته‌شده‌باشد که ممکن است بازتاب‌دهنده گرگ‌پرستی در گرجستان باستان باشد. در اواخر قرن ۱۳ میلادی بر بسیاری از پادشاهان و شاهزادگان گرجی نام واختانگ نهاده‌شده‌است.

## پادشاهی زودهنگام

پرچم گرجستان در زمان حکومت واختانگ یکم (قرن پنجم میلادی)

واختانگ یکم در سال ۴۴۰ میلادی از پادشاهی گرجی به نام مهرداد و شاهزاده‌ای ایرانی به نام سگ دخت در شهر متسختا به دنیا آمد. مادرش که از آئین زرتشت به دین مسیح گرائیده بود، در زمان عدم بلوغ واختانگ به عنوان نائب السلطنه فرض می‌شد.
واختانگ در ۷ سالگی به عنوان جانشین پدرش مهرداد پنجم پادشاه گرجستان معرفی شد. در آن زمان گرجستان در موقعیت خطرناکی قرار داشت، از یک طرف از لحاظ فرهنگی مورد مزاحمت اقدامات شاهنشاهی ساسانیان مبتنی گسترش آئین زرتشت در گرجستان مسیحی، و از سوی دیگر به لحاظ سیاسی که مورد حملات و غارتگری‌های قوم اُس در دامنه‌های شمالی رشته کوه‌های قفقاز بود.
واختانگ در سن ۱۶ سالگی تصمیم به رهبری یک جنگ انتقام جویانه با اس‌ها گرفت. پیروزی در یک جنگ منحصر به فرد در برابر قوی هیکل‌های دشمن و آزاد کردن خواهرش مهران دخت از اسارت دشمن، حاصل این تصمیم بود.
هنگامی که واختانگ ۱۹ ساله بود بالین‌دخت، دختر هرمز سوم پادشاه ساسانی را به ازدواج خود درآورد. پس از آن هنگام درخواست پادشاه ساسانی، واختانگ در لشکرکشی‌ها نقش مهمی ایفا می‌کرد. برای مثال در لشکرکشی پیروز یکم به هپتالیان در سال ۴۶۰ میلادی و در لشکرکشی به امپراتوری روم شرقی در سال ۴۷۲ میلادی که واختانگ حکومت مجدد لازیکا و آبخازیا را بدست آورد.

## بنیانگذاری تفلیس
روزی واختانگ به همراه اعضای دربارش در جنگلی نزدیک متسختا مشغول خوشگذرانی و شکار بودند. شاهین او به دنبال قرقاولی به هوا برخاست و پس از مدتی شاه و همراهانش پرنده‌ها را در کنار یک چشمهٔ آب گرم یافتند که بخار خوشایندی از آن خارج می‌شد، آن‌ها از وفور این چشمه‌های آب گرم شگفت زده شده بودند و پادشاه دستور ساختن شهری را در آنجا صادر کرد که «تبیلیسی» (دارندهٔ چشمه‌های آب گرم) نام گرفت. این شهر که در زبان فارسی با نام تفلیس شناخته می‌شود امروزه پایتخت گرجستان است.

## اقدامات مربوط به کلیسا
واختانگ که از دخالت‌های ساسانیان در امور مملکت داری خود خسته شده بود، به مجموعه اقداماتی در جهت تقویت اقتدار سلطنتی خود دست زد و با معطوف ساختن گرایش سیاسی خود به سمت امپراتوری روم شرقی، اقدام به ایجاد روابط حسنه با دولت روم شرقی نمود؛ بنابراین هلنا دختر امپراتور روم شرقی را به ازدواج خود درآورده و پس از دریافت اجازهٔ ترفیع مقام اسقفِ متسختا رهبر مسیحیت گرجستان از قسطنطنیه، اسقفِ متسختا را همراه با ۱۲ اسقف تعیین شدهٔ دیگر جهت تقدیس به انطاکیه فرستاد.
اما این سازماندهی مجدد در جهت افزایش قدرت با ملایمت به انجام نرسید و واختانگ را مجبور به منازعه با مخالفان کرد که در رأس آن‌ها میکائیل، اسقف خلع شدهٔ متسختا بود. این منازعات ساختهٔ اختلاف نظر واختانگ معتقد به مونوفیسیتیسم (اعتقاد به یک ذات داشتن مسیح) و میکائیل معتقد به دیوفیسیستیسم (اعتقاد به دو ذات داشتن مسیح یک ذات الهی و یک ذات انسانی) بود.

## جنگ با امپراتوری ساسانیان

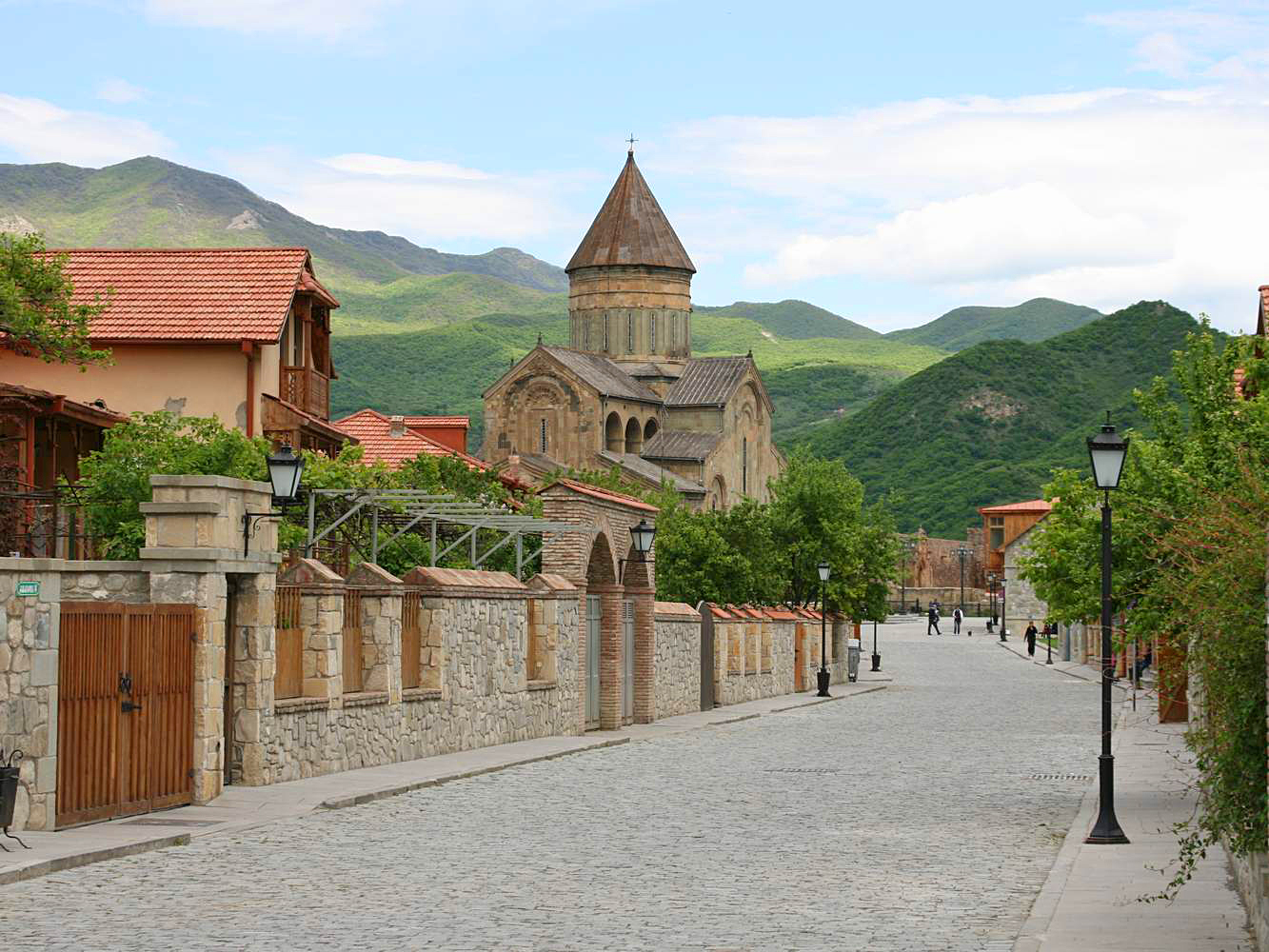
متسختا محل تولد، و کلیسای جامع سوتیتسخولی محل دفن واختانگ یکم

در سال ۴۸۲ میلادی واختانگ با نفوذترین خراجگزارش وارسکن را (که به آئین زرتشت روی آورده، همسر مسیحی خود شوشانیک را اعدام کرده و حافظ منافع ساسانیان در قفقاز بود) به قتل رساند. واختانگ با این عمل خود را در مقابله با پادشاهان ساسانی قرار داد و پس از مدتی، ایبریا که طی سال‌های ۴۸۲ و ۴۸۳ میلادی مورد هجوم ساسانیان قرار گرفته بود، واختانگ را مجبور به پناه بردن به امپراتوری روم شرقی نمود.
پس از مرگ پیروز یکم پادشاه ساسانی در سال ۴۸۴ جانشین او بلاش دوباره صلح را در قفقاز برقرار کرد. واختانگ به ادامهٔ حکومت بر ایبریا قادر بود ولی نمی‌توانست از بیزانس‌گرایی خود دست بردارد.
یک بار دیگر پیوند چندین و چند سالهٔ بین ایران و روم شرقی از هم گسسته شد و قباد یکم واختانگ را به عنوان خراجگزار خود فراخواند و به واختانگ دستور داد که در لشکرکشی به روم شرقی، قباد را مساعدت کند. اما واختانگ از دستور او سرپیچی کرد و موجب برانگیخته شدن خشم او و حملهٔ لشکر امپراتوری ساسانیان به گرجستان شد. بنابراین واختانگ ۶۰ ساله مجبور شد تا آخرین سال‌های عمر خود را در جنگ بگذراند چرا که درخواست کمک او از روم شرقی هم بی‌نتیجه ماند. واختانگ مجروح شده در طول تاخت و تاز لشکر ساسانیان به قلعهٔ اوجارما برده شد و آخرین لحظات عمر خود را درآنجا سپری کرد و جان سپرد. واختانگ یکم را در محوطهٔ کلیسای جامع سوتیتسخولی در متسختا به خاک سپردند.

## خانواده
واختانگ سه پسر نام‌های داچی (پسر ارشد واختانگ که از ازدواج او با بالین دخت دختر هرمز سوم پادشاه ساسانی به دنیا آمده و مادرش در هنگام زایمان او از دنیا رفت)، لئون و مهرداد (پسران کوچکتر واختانگ که از ازدواج او با هلنا دختر زنون امپراتور روم شرقی به دنیا آمده بودند).
داچی به عنوان جانشین پدرش واختانگ در پادشاهی گرجستان باستان، پس از مرگ پدرش به تخت نشست و مجبور بود که با دولت ساسانیان بیعت داشته باشد.
لئون و مهرداد نیز به حکومت دو ایالت جنوبی گرجستان به نام‌های کلارجتی و جاواختی رسیدند و نسل آنان سلسلهٔ جدیدی موسوم به گوارامی‌ها تا قرن هشتم حکومت آن مناطق را حفظ کردند تا اینکه حاکمانی از باگراتیونی‌ها  که به نوعی عموزادهٔ آن‌ها محسوب می‌شدند – جانشین آن‌ها در حکومت به کلارجتی و جاواختی گردیدند.

## وصیت
واختانگ زمانی که در حال مرگ بود، وصیتی از خود خطاب به فرزندانش و گرجی‌ها به جای گذاشت.
ترجمهٔ فارسی قسمتی از این وصیت‌نامه:
... و اکنون من که در حال رفتن به پیشگاه پروردگار خود هستم و از او سپاسگزاری می‌کنم که به من به عنوان یک پادشاه هرچه از او طلب کردم بر من ارزانی داشت، به شما وصیت می‌کنم که همیشه بر دین خود استوار بمانید عیسی مسیح را جستجو کنید مرگ را بجوئید و همچنین نام او را، که این‌گونه شکوه ابدی خواهید یافت …

## میراث

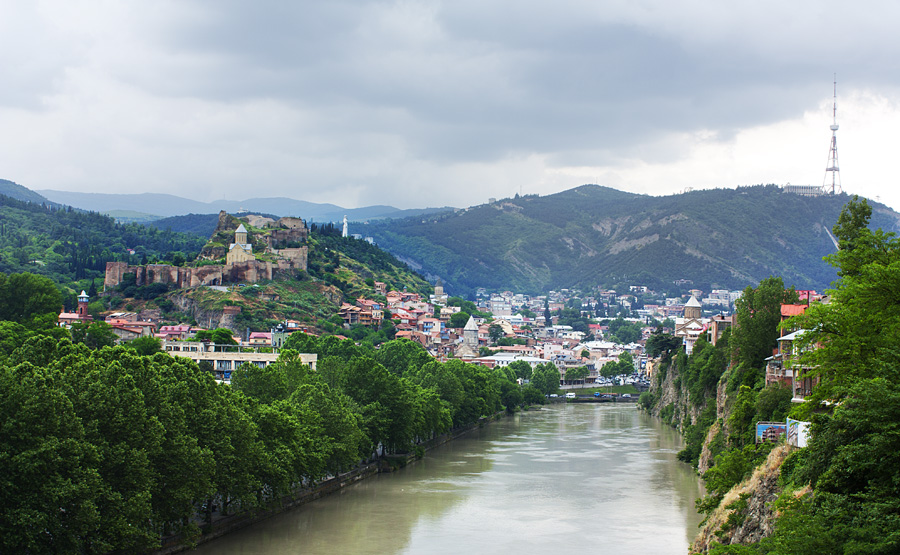
نمایی از تفلیس بنیان‌گذاری شده توسط واختانگ یکم

واختانگ به عنوان یکی از قدیسان تاریخ گرجستان در یک معبد دفن شد و همیشه در خاطر مردم از او به عنوان یک شخصیت اسطوره‌ای یاد می‌شود. او موضوع بسیاری از اشعار و داستان‌های ملی ادبیات گرجی بوده‌است و همیشه به عنوان یک فرد قوی، شجاع و پایبند به مسیحیت لحاظ شده‌است.
بنیان‌گذاری بسیاری از صومعه‌ها، قلعه‌ها و مناطق مسکونی در سراسر گرجستان و همچنین بنیان‌گذاری شهر تفلیس، پایتخت کنونی گرجستان، به وسیلهٔ واختانگ صورت گرفته‌است.
در تفلیس خیابانی و میدانی وجود دارد که به نام واختانگ نامگذاری شده‌است، جایی که در سال۱۹۶۷ میلادی (۱۳۴۶ شمسی) مجسمه‌ای از او توسط یکی از مجسمه سازان گرجستان به نام الگوجا آماشوکلی بر بلندای صخره‌ای ساخته شده‌است.
روز گرامیداشت واختانگ یکم در قرون وسطی رسماً در تقویم کلیسای ارتدکس گرجی ثبت شده‌است و هر ساله مراسم روز گرامیداشت او در گرجستان برگزار می‌شود.